# (35450) 1998 CV4
1998 CV4 (asteroide 35450) é um asteroide da cintura principal. Possui uma excentricidade de 0.20596790 e uma inclinação de 7.15823º.
Este asteroide foi descoberto no dia 6 de fevereiro de 1998 por Eric Walter Elst em La Silla.